# 加藤一雄
加藤 一雄（かとう かずお、1900年〈明治33年〉10月12日 - 1961年〈昭和36年〉8月4日）は、昭和時代の政治家、官吏。衆議院議員。

## 経歴
静岡県富士郡大宮町源道寺（現富士宮市源道寺町）出身。1926年（大正15年）明治大学法律科を卒業する。
官界に入り、資源局属、同統計官、海軍理事官、興亜院事務官、同書記官、領事、燃料局事務官、軍需省軍需官兼鉄道省鉄道官、軍需監理官のほか、帝国燃料興業営業部長を歴任した。
1946年（昭和21年）4月の第22回衆議院議員総選挙では静岡全県区から日本自由党公認で出馬し当選。衆議院議員を1期務めた。議員在任中は日本自由党政調会通商部長を務めた。1949年（昭和24年）1月の第24回総選挙で旧静岡2区から民主自由党所属で立候補したが落選した。